# ستادنگتسا
ستادنگتسا (به لهستانی:  Stadnica) یک روستا در لهستان است که در گمینا بانگه مازورسکیه واقع شده‌است.